# Yoktan
Yoktan (en hébreu יָקְטָן‎) est un personnage de l'Ancien Testament. 
Yoktan n'est mentionné que dans la Table des peuples (Genèse, 10, 25-29), qui donne la liste des descendants de Noé, et dans un arbre généalogique qui figure dans le Premier Livre des Chroniques, 1, 19-23. 
Second des deux fils de Eber, il a pour bisaïeul Sem et pour trisaïeul Noé ; son frère est Péleg. Il a treize fils : Almodad, Schéleph, Hatsarmaveth, Jérach, Hadoram, Uzal, Dikla, Obal, Abimaël, Séba, Ophir, Havila et Jobab.
Selon une tradition arabe, il est identifié avec Qahtan ou Qahtân, ancêtre mythique des « Arabes du sud » ou Arabes d'« origine », qui incluent les Sabéens et les Himyarites. Deux des fils de Yoktan ont des liens avec l'Arabie du Sud : Séba ou Sheba a été identifié avec le royaume de Saba ; Hatsarmaveth, en hébreu חֲצַרְמָוֶת (Ḥăṣarmāweṯ), a été identifié avec l'Hadramaout, une région orientale du Yémen, dans le sud de la péninsule arabique.